# Kyste de Gartner
 Mise en garde médicale
Un kyste de Gartner est une tumeur bénigne rare du vagin, provenant  d'un reliquat embryonnaire persistant à partir du canal de Wolff.
Le nom de Gartner (kyste ou canal de) vient du nom de Hermann Treschow Gärtner (en) (1785-1827), chirurgien et anatomiste danois.

## Embryologie
Chez l'embryon mâle, le canal de Wolff est destiné à devenir le canal déférent. Chez l'embryon femelle, son évolution normale est de disparaître complètement.
Dans de rares cas, il peut persister sous forme de vestiges, généralement sous la forme de petits kystes asymptomatiques le long de l'ancien trajet du canal sur les parois latérales du vagin.

## Clinique
Ces kystes peuvent être découverts à l'adolescence, à l'occasion de règles douloureuses (dysménorrhée) ou de la difficulté d'insertion d'un tampon. Très rarement, ils sont découverts à la période néo-natale.
Ils peuvent aussi se manifester par des douleurs abdominales et des pertes vaginales, des troubles de la vessie et d'incontinence urinaire, et des infections.
Ils peuvent également s'élargir à des proportions importantes et être confondus avec un diverticule de l'urètre ou une cystocèle,.
Ils sont parfois associés à d'autres malformations uro-génitales, comme l'uretère ectopique (en position anormale) et l'hypoplasie rénale (défaut de développement d'un rein).